# Hesperosuchus
Hesperosuchus — вимерлий рід крокодиломорфних рептилій, який містить один вид — Hesperosuchus agilis. Залишки цього псевдосухія були знайдені в шарах пізнього тріасу (карній) в Аризоні та Нью-Мексико. Через схожість анатомії черепа та шиї та наявність порожнистих кісток Hesperosuchus раніше вважався предком пізніших динозаврів карнозаврів, але на основі останніх знахідок і досліджень тепер відомо, що він більш близький до крокодилів, ніж до динозаврів.